# Listă de actori nigerieni
Aceasta este o listă de actori nigerieni.
Cuprins: Început - 0–9 A B C D E F G H I J K L M N O P Q R S T U V W X Y Z

## Actori

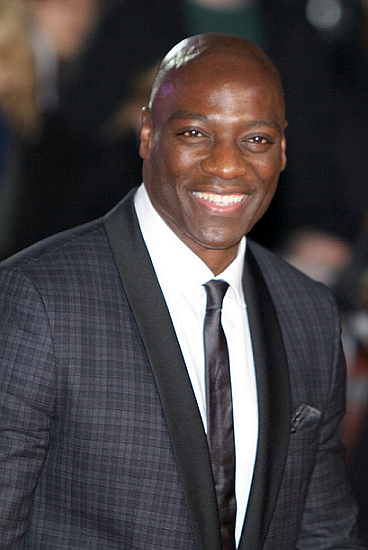
Adewale Akinnuoye-Agbaje

- Femi Adebayo
- Odunlade Adekola
- Muyiwa Ademola
- Gbenro Ajibade
- Yemi Ajibade
- Adewale Akinnuoye-Agbaje
- Jimoh Aliu
- Fred Amata
- Okey Bakassi
- Saheed Balogun
- John Boyega
- Femi Branch
- Richard Mofe Damijo
- Pete Edochie
- Yul Edochie
- Chiwetel Ejiofor
- Mike Ezuruonye
- Sola Fosudo
- Osita Iheme
- Chinedu Ikedieze
- Jim Iyke
- Olu Jacobs
- Hakeem Kae-Kazim
- Jide Kosoko
- Ayo Makun
- Chuma Mmeka
- Dele Momodu
- Ramsey Nouah
- Ali Nuhu
- Saint Obi
- Dele Odule
- Dede One Day
- Clem Ohameze
- John Okafor
- Dayo Okeniyi
- Nkem Owoh
- Emeka Ossai
- Babatunde Omidina
- Afeez Oyetoro
- Kola Oyewo
- Adebayo Salami
- Yemi Shodimu
- Tope Tedela
- O. C. Ukeje

## Actrițe

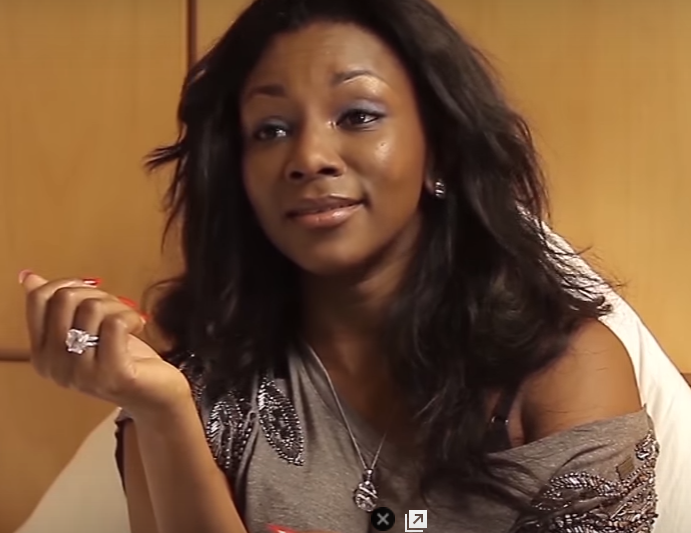
Genevieve Nnaji

- Nafisa Abdullahi
- Ayo Adesanya
- Taiwo Ajai Lycett
- Nikki Amuka-Bird
- Regina Askia
- Kehinde Bankole
- Liz Benson
- Monalisa Chinda
- Chioma Chukwuka
- Tonto Dikeh
- Rita Dominic
- Megalyn Echikunwoke
- Ini Edo
- Carmen Ejogo
- Omotola Jalade Ekeinde
- Tamara Eteimo
- Nse Ikpe Etim
- Hadiza Gabon
- Muma Gee
- Shan George
- Kate Henshaw
- Osas Ighodaro
- Chika Ike
- Mercy Johnson
- Carol King
- Bisi Komolafe
- Annie Macaulay–Idibia
- Lola Margaret
- Genevieve Nnaji
- Iyabo Ojo
- Stephanie Okereke
- Sophie Okonedo
- Chioma Okoye
- Oge Okoye
- Moji Olaiya
- Kiki Omeili
- Racheal Oniga
- Bimbo Oshin
- Patience Ozokwor
- Helen Paul
- Idowu Philips
- Tiwa Savage
- Mary Uranta
- Bukky Wright

## Vezi și
- Listă de regizori nigerieni
- Nollywood